# Mimar Kasım
Koca Mimar Kasım Ağa (Gramsh, 1570 – Constantinopel, 1659) was een belangrijk Albanees architect in het Ottomaanse Rijk.

## Leven
Koca Kasım Ağa werd geboren in het dorpje Gramsh in het district Skrapar van het huidige Albanië. Als militair rekruut kwam hij naar Constantinopel, alwaar hij civiele techniek ging studeren en korte tijd als assistent van Sinan, de beroemdste Ottomaanse architect, werkte.

## Werken
Hij heeft verscheidene werken verricht in het Ottomaans rijk, waarvan de meeste in Istanbul, maar ook maakte hij enkele herbergen, badhuizen, bruggen en wegen in zijn geboorte regio van Berat. In 1622, na de dood van Mimar Hasan Ağa werd hij aangesteld als hoofdarchitect van het Rijk. In het eerste half jaar in deze functie bouwde hij enkele Paviljoenen, zoals het Baghdadpaviljoen en het Revanpaviljoen. Later herbouwde hij het Mandemakerspaleis aan de Bosporus en de een-na-grootste bazaar van Istanbul, ten tijde van de bouw een van de grootste overdekte winkelcentra ter wereld, de Kruidenbazaar in Eminönü. De Kruidenbazaar werd het jaar na zijn dood, in 1660 afgebouwd onder toezicht van Mimar Mustafa.

## Verbanning
Wegens politieke machtsspelletjes aan de top van Ottomaanse Rijk, waar hij zich nadrukkelijk mee bemoeide, werd hij in 1644 naar Gallipoli verbannen. Een jaar later mocht hij toch terugkeren naar het paleis, waar hij Köprülü Mehmed Pasha hielp om de positie van grootvizier te bemachtigen.